# Camila Sosa Villada
Pour les articles homonymes, voir Sosa.
Camila Sosa Villada, née le 28 janvier 1982 à La Falda (Argentine), est une femme trans, actrice, chanteuse et écrivaine argentine.
Son roman Les Vilaines décrit le quotidien des femmes trans du parc Sarmiento (en), s'inspirant de son propre vécu.

## Biographie

### Jeunesse
Camilia Sosa Villada naît le 28 janvier 1982 à La Falda en Argentine à 80 km de la ville de Córdoba. Pendant son enfance, elle déménage à plusieurs reprises dans la province du même nom, résidant avec sa famille à Cruz del Eje, Los Sauces, Mina Clavero (en) et Córdoba.

« Quand j'étais une jeune fille, j'imaginais faire du théâtre et jouer dans des films ; je n'ai jamais imaginé pouvoir en vivre. J'ai commencé à m'habiller en fille à l'âge de 16 ans, dans une ville de 16 000 habitants. Je sais très bien ce que c'était d'être trans dans une ville il y a vingt ans. C'était deux fois plus dur que maintenant. Aujourd'hui, celles qui s'habillent en filles n'ont aucune notion de ce que nous avons enduré - c'était très douloureux. Heureusement, nous avons ouvert la voie pour ces personnes. »

— Camila Sosa Villada
Elle grandit dans une province rurale, au sein d'un milieu où le poids de la famille traditionnelle et de la religion rendent la vie des personnes trans dangereuse et précaire. Petite, elle refuse de s'identifier à la violence patriarcale de son père, alcoolique et violent. Selon ses propres mots, « la peur, c’était le père, l’origine de toutes les larmes de trans. […] Cet animal féroce, qui me hantait, qui était mon cauchemar : tout ça était trop horrible pour avoir envie d’être un homme. Je ne pouvais pas être un homme dans ce monde-là ».

### Formation
Elle endosse donc une identité de femme vers l'âge de 15 ans et s'enfuit de sa famille, devenant Camila. Souhaitant être désirée, elle s'habille pour susciter l'intérêt. Elle étudie durant trois ans la communication sociale à l'école des sciences de l'information de l'université nationale de Córdoba et enchaîne durant trois années supplémentaires pour obtenir son bachelor dans la même université. En 2006 elle se consacre à plein temps à la prostitution qui lui assure de bons revenus.
Elle utilise la poésie pour décrire la vie des personnes trans du parc Sarmiento (en),. Ses parents se seraient alors rendus dans un sanctuaire dédié à Difunta Correa, une sainte très populaire en Argentine, afin de lui adresser une prière pour que leur fille sorte de la prostitution, qu'ils jugeaient trop dangereuse pour elle. Difunta Correa est une femme morte d'épuisement et de faim après avoir suivi son mari sur le front, et retrouvée sans vie, son bébé vivant tétant encore son sein.

### Carrière au théâtre
En 2009, Camila Sosa Villada joue le rôle principal de son spectacle de cabaret Carnes tolendas, retrato escénico de un travesti (en français « Carnes Tolendas, un portrait sur scène d'une travesti », Carnes Tolendas est un jeu de mots autour de « chairs » et de « carnaval »), drame autobiographique s'appuyant sur des épisodes décrits également sur son blog La Novia de Sandro (« La petite amie de Sandro ») et mobilisant la poésie de Federico García Lorca. La pièce, dirigée par Maria Palacios et revue par Paco Giménez, est sélectionnée pour le festival national du théâtre de La Plata,. Le spectacle connait un grand succès, et tourne en Argentine, au Mexique et au Brésil.
En 2011, Javier van de Couter, réalisateur, acteur, et rédacteur de script, recrute Camila Sosa Villada pour un rôle mineur dans son téléfilm Mía (es) dont s'inspire son roman Histoire d'une domestication, et le film homonyme. Il lui offre plus tard le premier rôle après l'avoir vu jouer dans Carnes tolendas à Córdoba.

### Carrière littéraire

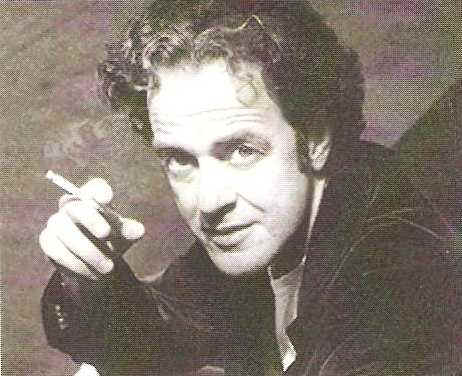
L'écrivain Juan Forn.

En 2017, un autre spectacle de cabaret, La difunta Correa (« la défunte Correa »), donne l'impulsion à sa carrière littéraire. Un célèbre écrivain et éditeur, Juan Forn (es), directeur d’une collection de livres « inclassables » chez Tusquets, vient voir la pièce et lui demande de lui envoyer un texte,. De la suite du spectacle elle tire alors un premier roman, Les Vilaines (éditions Métailié, traduit de l'espagnol par Laura Alcoba, 2021), qui sera traduit en une vingtaine de langues. Le roman s'inspire en partie de la vie de Difunta Correa et narre des épisodes qui mêlent des meurtres, des suicides et le sida, « triste quotidien d'une prostituée trans dans une société machiste et patriarcale » note Vanity Fair, considérant par ailleurs qu'il s'agit d'un « texte puissant »,,.

## Ouvrages
- (es) El viaje inutil, 2018 (en espagnol : El viaje inútil), non traduit
- Les Vilaines [« Las malas »] (trad. de l'espagnol par Laura Alcoba), Métailié, 2021, 208 p.[6]
- (es) Soy una tonta por quererte, 2022, recueil de nouvelles non traduit
- Histoire d’une domestication [« Tesis sobre una domesticacion »] (trad. de l'espagnol par Laura Alcoba), Métailié, 2024, 222 p.[2] (en espagnol : Tesis sobre una domesticación).

## Prix
- 2020 : Prix Sor Juana Inés de la Cruz
- 2021 : Grand prix de l'héroïne Madame Figaro catégorie roman étranger[12].
- 2024 : Prix Transfuge du meilleur roman d’Amérique latine[13]

## Publications
- Laura Alcoba, Les Vilaines, 2021 (ISBN 979-10-226-1079-7, OCLC 1235765733, lire en ligne)